# نادي أنايتاسونا
نادي أنايتاسونا (بالإسبانية: Sociedad Cultural Deportivo Recreativa Anaitasuna)‏ هو ناد رياضي في إسبانيا تأسس في 1956 يقع مقره في بنبلونة، منطقة نافارا، إسبانيا. يلعب في الدوري الإسباني لكرة اليد.